# Kroasan
Kroasan (fr. croissant - "mlađak") je austrijsko pecivo napravljeno od lisnatog tijesta.
Za izradu je potrebno dan prije napraviti dizano tijesto od brašna, kvasca, jaja, maslaca i soli te ga ostaviti da miruje preko noći. Tijesto se tada razvalja u oblik kvadrata i na njega se postavi u kvadrat oblikovani komad hladnog maslaca, tad tijesto složimo poput koverte i razvaljamo ga na tri puta veću površinu, ponovno ga preklopimo u oblik kvadrata. Ovaj postupak ponavljamo tri puta, i na koncu od trokuta izrezanih iz razvaljanog tijesta oblikujemo peciva i pečemo ih.
Prema predaji, kroasan je nastao u Austriji za vrijeme turske opsade Beča 1683. godine. Kako su se pekari, ujutro, prvi u gradu ustajali prvi su primijetili da Turci organiziraju napad i alarmirali su grad. Tako su uvelike pridonijeli obrani i spašavanju Beča. U znak sjećanja na taj događaj napravili su kroasan i oblikovali ga, prema turskom simbolu, kao polumjesec.
U Francuskoj je kroasan postao poznat zahvaljujući supruzi Luja XVI. Mariji Antoaneti, kćeri austrijske carice Marije Terezije. To austrijsko pecivo su Francuzi zbog njegova oblika preimenovali u Croissant de lune. Kao i brioš, danas kroasan spada među klasične sastojke francuskog doručka. Kroasan je za razliku od brioša ipak postao mnogo popularniji i rašireniji.
Kroasan danas nalazimo u različitim varijacijama, prepečen sa sirom, punjen sa šunkom itd., a mnoge razveseljava čokoladni kroasan u kojem nalazimo punjenje od čokolade ili lješnjaka.